# アガツマ
アガツマは、東京都台東区に本社を置く玩具メーカーである。ピノチオ・ビッグベン・ダイヤペットブランド名の玩具を販売している。
幼児・女児向けの玩具が得意であり、男児向け玩具はこれらの分野に比べて少なめである。売上の8割がアンパンマン玩具であり、ライセンス玩具を販売出来る企業で構成された合弁組織である「アンパンマン会議」の幹事社であることから、その取扱量は他社よりも多めである。
かつては子会社でゲームメーカーである『アガツマ・エンタテインメント』があったが、経営悪化のため2015年12月に解散した。

## 沿革
- 1937年：阿我妻亀太郎が阿我妻商店を創業。
- 1962年：株式会社アガツマに商号を変更。社長に阿我妻亀太郎が就任。東京向島で営業開始。
- 1975年： 社長に戸所正敏が就任。
- 1977年：アメリカ「ハズブロ社」とのライセンス契約による「ハングリーヒッポ」を発売。その後「ハングリーヒッポ」は全世界で2000万個以上を販売。
- 1983年：大阪営業所開設。
- 1987年：本社を金町に移転。「ピノチオ（PINOCCHIO）」新ブランド発表。三郷流通センターを新設。
- 1988年：「それいけ!アンパンマン」発売。
- 1993年：株式会社ビッグベンを設立。名古屋営業所開設。
- 1995年：岩槻流通センター落成。
- 1996年：ウォルト・ディズニー・エンタープライズと商品化権契約、「ディズニー」キャラクターシリーズを発売。
- 1998年：本社を浅草橋のピノチオビルに移転。
- 2000年：セガトイズ（現・セガ フェイブ）から「ダイヤペット」ブランドのミニカー事業を譲り受ける。
- 2005年：プレイモービルの日本総販売代理店として国内での販売を開始。
- 2012年：「ダイヤペット」ブランドラインにて「爆速救命ダイヤロボ」の販売を開始。

## 商品ラインナップ

### オリジナル
- ねんDo!
- ピタッとコーン
- かわいいはなちゃん
- キャットチャット
- ダイヤペット（ミニカー）
- プレイモービル
- シールデコ
- アクアマジック
- タミータブ
- 爆速救命ダイヤロボ
- デザイナーコレクションシリーズ（スプレースターのみセガトイズとのOEM供給品）

### 版権物
- アンパンマン

前延の通り、主力版権かつ玩具展開の中心を担う事業者であることから、アンパンマン玩具専門店の「アンパンマンストア」は、当社が運営しているが、競合他社のアンパンマン玩具も取り扱っている。アンパンマンこどもミュージアム内の「アンパンマンテラス」の委託運営事業者でもある。
- マイメロディ

厳密にはテレビアニメ『おねがいマイメロディ』シリーズとのタイアップで、放送期間中のみの展開だった。未就学児向けの商品やドール玩具のほか、ホビーショップ流通の高年齢男子向け美少女フィギュアも自社（ピノチオブランド）で発売した。
- ハローキティ
- セサミストリート
- チャギントン
- すみっコぐらし

玩具展開はフリーとされており、取り扱う事業者は関係ない。
- ミュークルドリーミー

当社としては珍しく、玩具展開を当社のみで行っているテレビアニメである。そのため、『それいけ!アンパンマン』と並ぶ数少ない当社提供番組でもある。
- ワンワンセレプーそれゆけ!徹之進

唯一の玩具展開を行っていたテレビアニメで、ぬいぐるみ（スタンダードタイプ）のみを販売。そのため、『それいけ!アンパンマン』と並ぶ数少ない当社提供番組でもある。
- ドラえもん
- サラダ十勇士トマトマン

1992年から1年間放送されていたテレビアニメ。自社（ピノチオブランド）でも関連玩具が発売された他、子供用自転車も扱っている。

## 提供番組
なお便宜上、アガツマが「ピノチオ」名義でスポンサーについている番組についても記載する。2005年までは諸事情により『ピノチオ』のカタカナ表記を使用していたが、2006年より『PINOCCHIO』の英語表記が表示される（『おねがいマイメロディシリーズ』や『ワンワンセレプーそれゆけ!徹之進』を除くと英語表記とカタカナ表記が見られる）。
現在
2023年現在。
- 日本テレビ系列
  - それいけ!アンパンマン

- テレビ朝日系列
  - ドラえもん (2005年)

過去
- テレビ朝日系列
  - ドラえもん (1979年)
- テレビ東京系列
  - しましまとらのしまじろう（テレビせとうち制作）
  - ハローキティとバッドばつ丸→キティズパラダイスシリーズ
  - おねがいマイメロディシリーズ（テレビ大阪制作）
  - ワンワンセレプーそれゆけ!徹之進（テレビ愛知制作）
  - ミュークルドリーミー
- フジテレビ系列
  - ポンキッキーズ
- BSフジ
  - サンリオキャラクターズ ポンポンジャンプ!